# Lipinia rabori
Lipinia rabori — вид сцинкоподібних ящірок родини сцинкових (Scincidae). Ендемік Філіппін.

## Поширення і екологія
Lipinia rabori мешкають в горах на островах Панай і Негрос в центральній частині Філіппінського архіпелагу. Вони живуть в діптерокарпових і передгірських вологих тропічних лісах та в кокосових гаях на горі Талініс. Зустрічаються на висоті від 300 до 1100 м над рівнем моря.